# Perceval (périodique)
Pour les articles homonymes, voir Perceval (homonymie).
Perceval est une revue disparue de bande dessinée de l'éditeur de petit format Aventures & Voyages qui a sept numéros d'août 1959 à février 1960. Ce mensuel a cent pages durant tout le temps de sa parution. Il existe deux éditions reliées. La première contient les N°1 à 4 et la seconde les N°5 à 7.

## Les Séries
- Capt'ain Vir-de-Bor (Eugène Gire, M. Fantoni) : N° 1 à 7.
- Jeff Texas : N° 1 à 7.
- Perceval (Jean Ollivier & René Bastard) : N° 1 à 7.